# Hürsi
Hürsi – wieś w Estonii, w prowincji Võru, w gminie Misso.